# آل سلینجر
آل سلینجر (انگلیسی: Al Sellinger; ۶ ژوئیهٔ ۱۹۱۴ – ۱۵ آوریل ۱۹۸۶) دوچرخه‌سوار اهل ایالات متحده آمریکا بود. وی در بازی‌های المپیک تابستانی ۱۹۰۴ شرکت کرده است.